# Royal Army Medical Corps
Le Royal Army Medical Corps (RAMC) est un corps de la British Army qui assure les services de soins médicaux au personnel des armées et à leurs familles en temps de guerre ou de paix.
Avec le Royal Army Veterinary Corps, le Royal Army Dental Corps (en) et le Queen Alexandra's Royal Army Nursing Corps, le RAMC forme l'Army Medical Services.
Parce que le RAMC n'est pas une branche armée, et d'après la Convention de Genève, ses membres ne sont autorisés à utiliser leurs armes qu'en cas de légitime défense. Pour cette raison, ils défilent selon deux traditions :
- les officiers ne dégainent pas leurs épées (ils tiennent leur fourreau avec leur main gauche et saluent de la main droite) ;
- les autres grades ne fixent pas de baïonnettes à leurs fusils.

Contrairement aux officiers médicaux d'autres pays, ceux du RAMC (et ceux de la Royal Navy et de la Royal Air Force) n'utilisent pas le préfixe « Dr », mais seulement leur grade, bien qu'on s'adresse à eux en tant que « Doctor ».

## Insigne

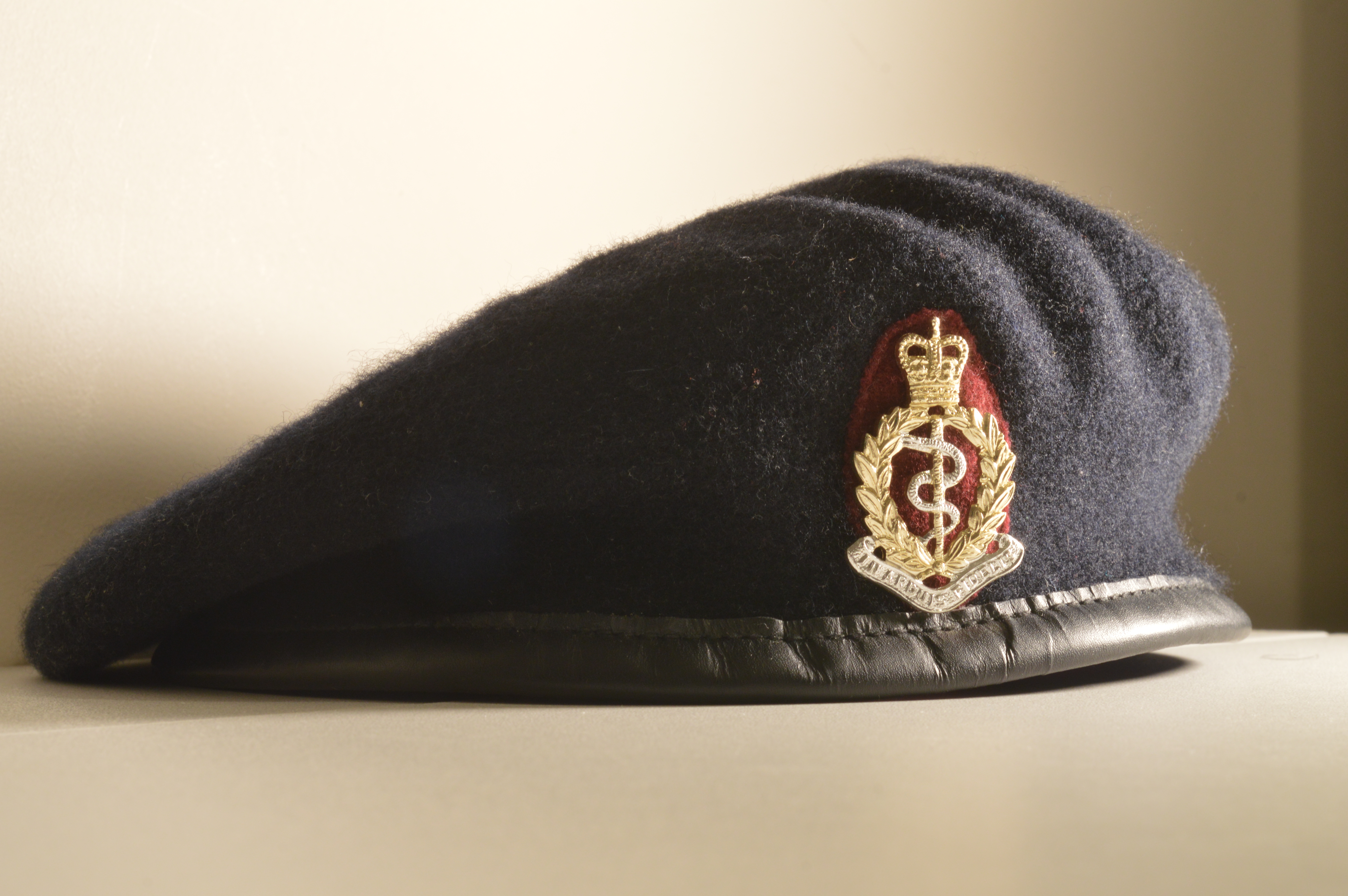
Béret du RAMC, portant son emblème.

## Unités
- 1st Armoured Medical Regiment (en) – Reactive Force
- 2nd Medical Regiment (en) – Adaptable Force
- 3rd Medical Regiment (en) – Adaptable Force
- 4th Armoured Medical Regiment – Reactive Force
- 5th Armoured Medical Regiment – Reactive Force
- 16th Medical Regiment – 16e Brigade d'assaut par air
- 224th Medical Regiment
- 225th Medical Regiment
- 253rd Medical Regiment
- 254 Medical Regiment (en)
- 2nd Medical Brigade (en)

## Grades
Carrière d'officier du RAMC :
- Médecin (Doctor ou Medical Officer)
- Pharmacien (Pharmacist)
- Physiothérapeute (Physiotherapist)
- Officier de Santé-Environnement (Environmental Health Officer)
- Officier de support médical (Medical Support Officer)
- Officier technique (Technical Officer - Biomedical Scientist/Radiographer/Clinical Physiologist/Operating Department Practitioner)

Carrière de soldat du RAMC :
- Physiologiste (Clinical Physiologist)
- Technicien de santé de combat (en) (Combat Medical Technician)
- Praticiens du département de chirurgie (Operating Department Practitioner)
- Technicien de pharmacie (Pharmacy Technician)
- Technicien de Santé-Environnement (Environmental Health Technician)
- Scientifique biomédical (Biomedical Scientist)
- Manipulateur en électroradiologie médicale (Radiographer)